# Peniscopia
Peniscopia é um exame que ajuda na detecção de infecções por HPV no pênis. É realizado no próprio consultório e não necessita de anestesia, pois é indolor.